# 井之頭恩賜公園

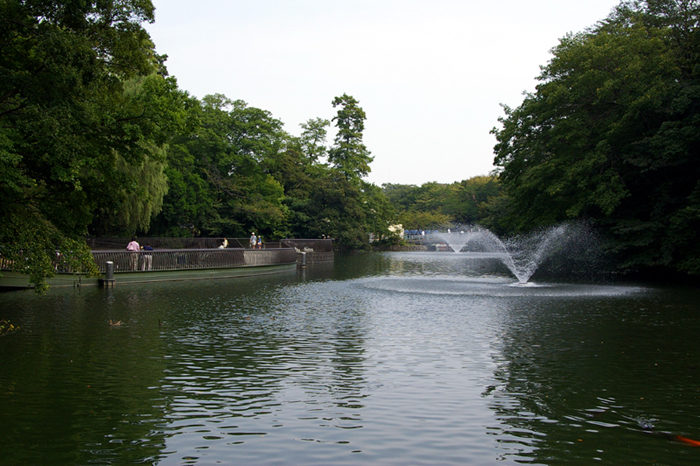
井之頭池（辯天堂附近）

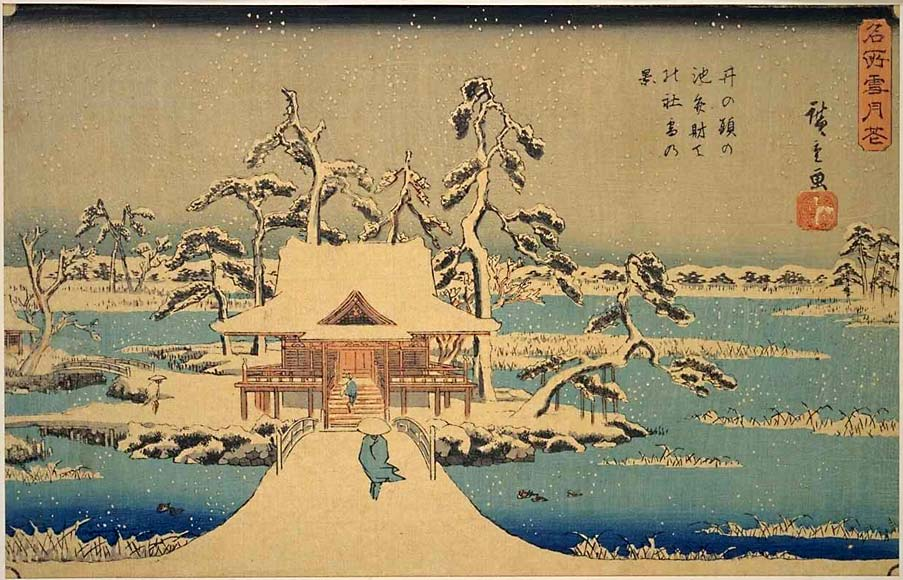
歌川廣重「名所雪月花、井之頭池 辯財天社雪景」

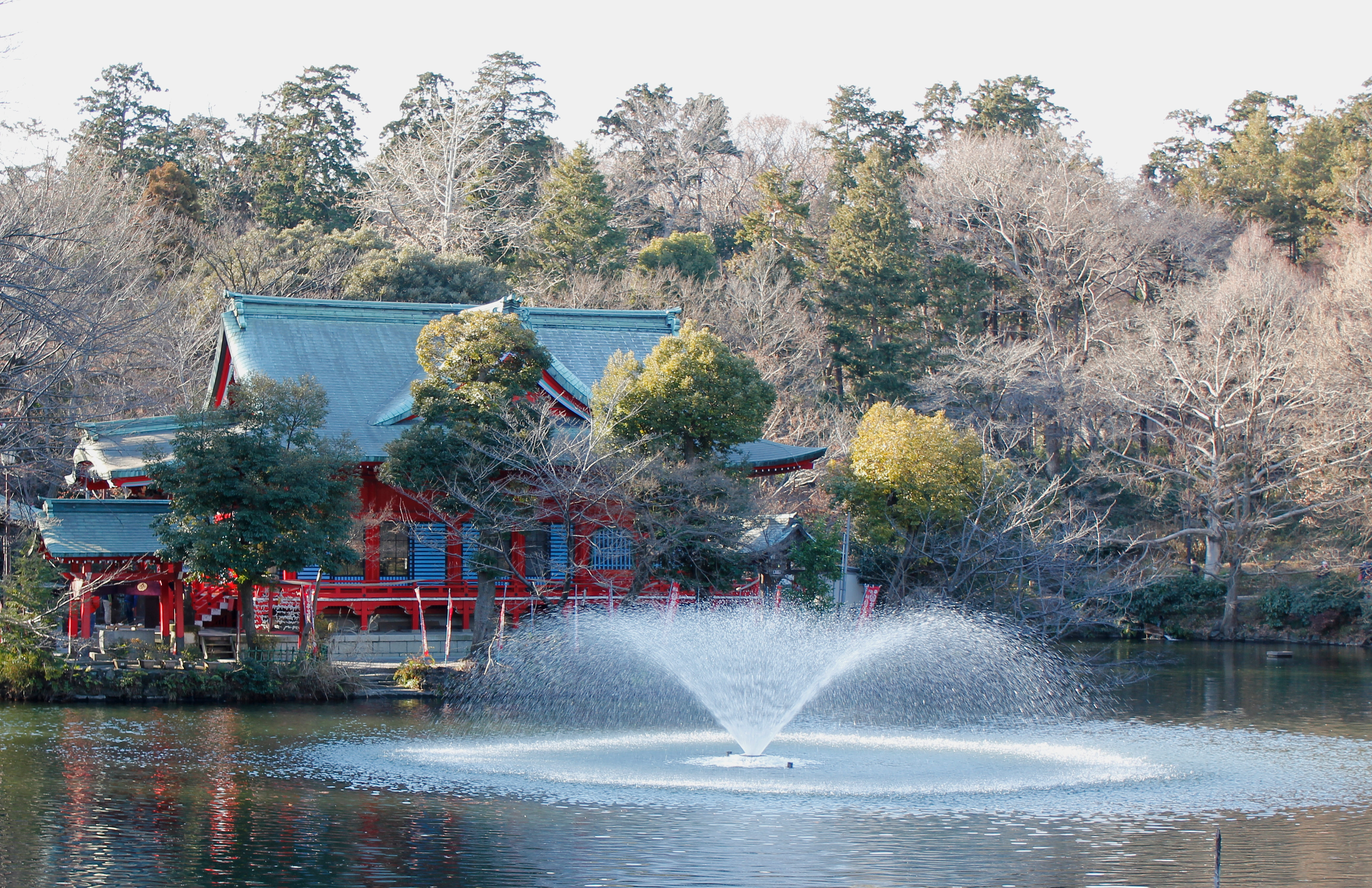
大盛寺

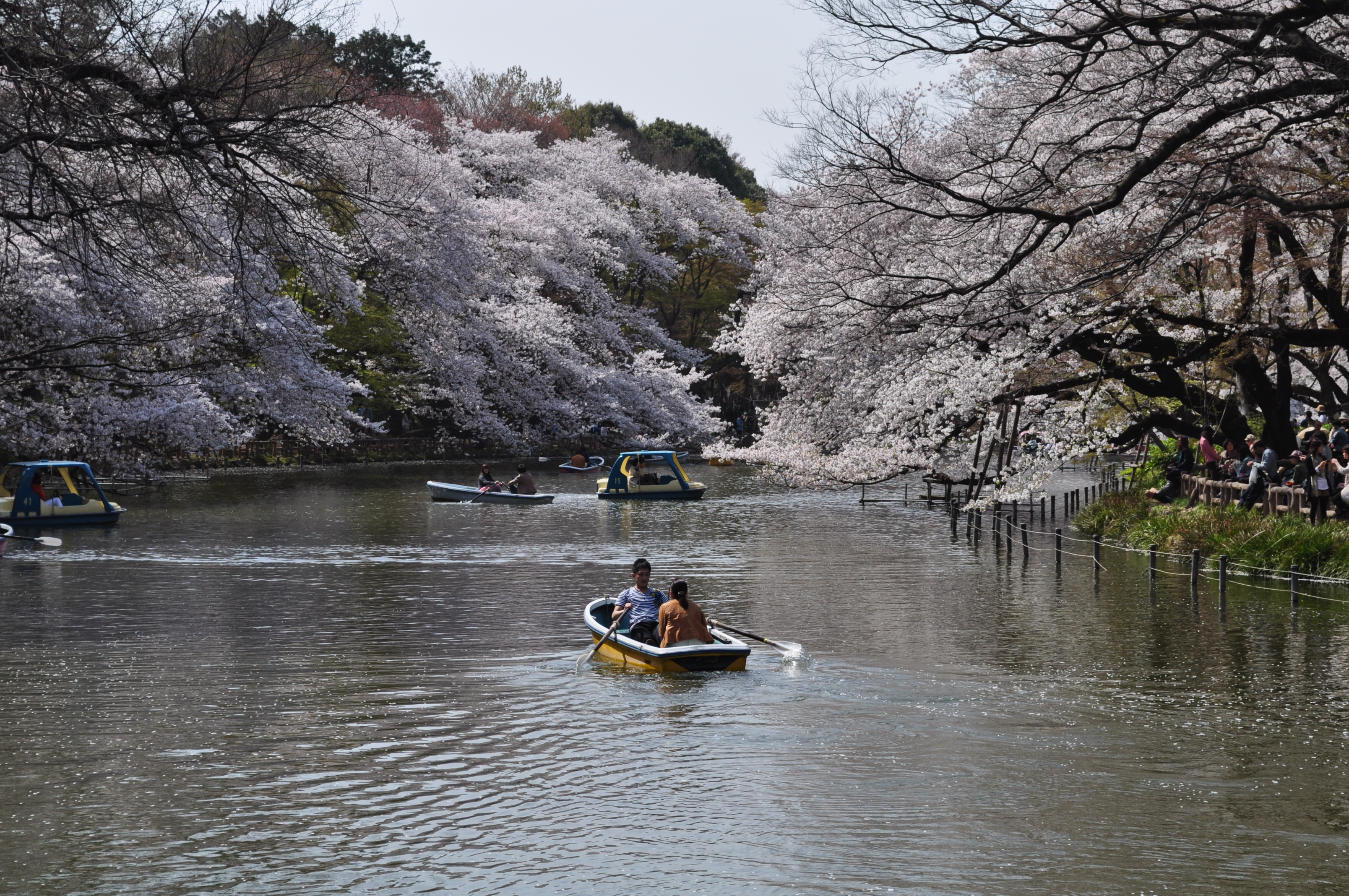
井之頭公園櫻花

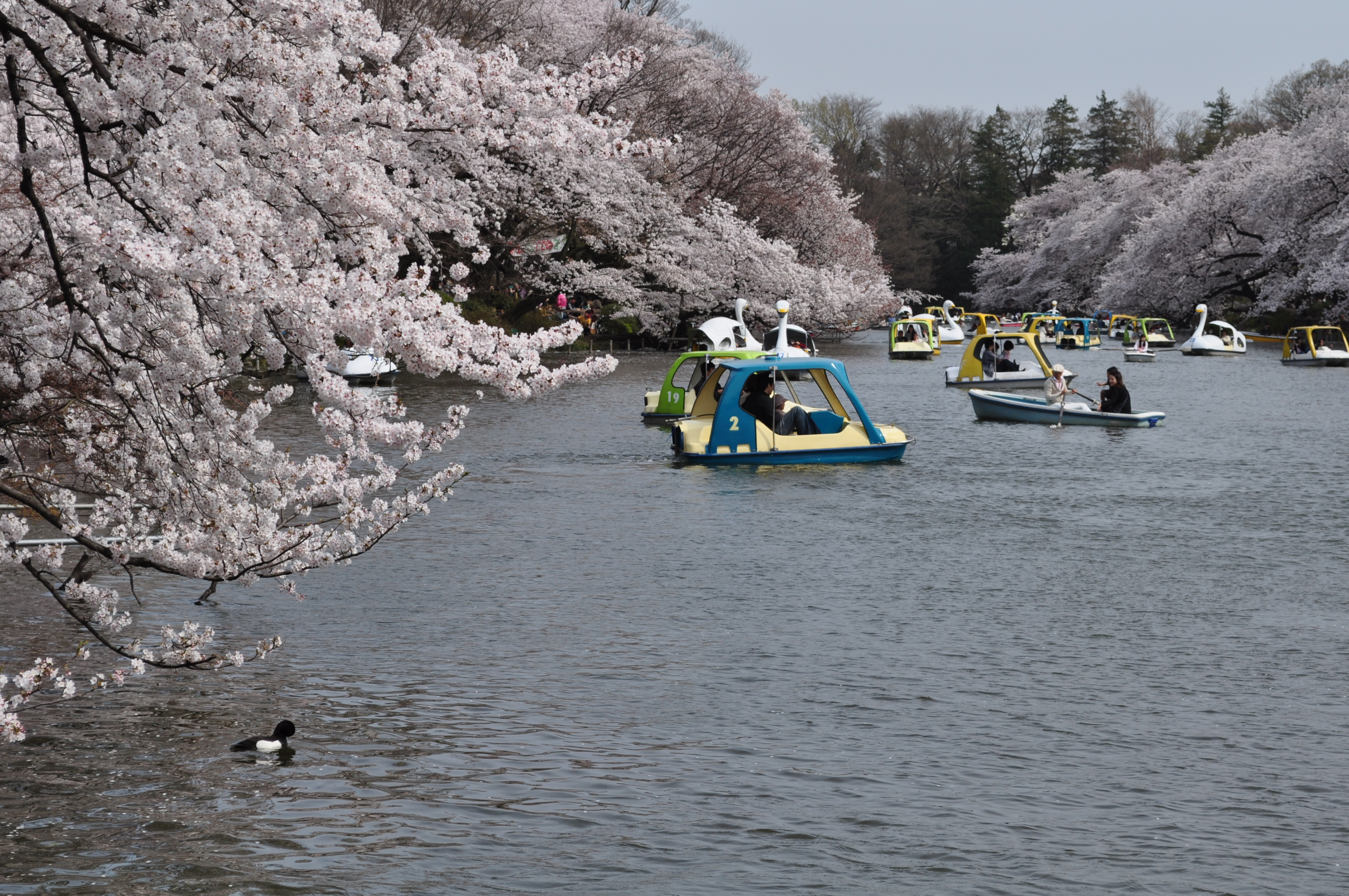
井之頭公園櫻花

井之頭恩賜公園（日语：／ Inokashira Onshi Kōen）是位在東京都武藏野市和三鷹市的都立公園。屬於恩賜公園，通稱「井之頭公園」。
1917年（大正6年）5月1日開園。園內的井之頭池和三寶寺池（石神井公園）、善福寺池並稱「武藏野三大湧水池」。現由東京都西部公園綠地事務所管理，並被選定為日本櫻名所100選。

## 地理
井之頭恩賜公園（以下簡稱「井之頭公園」）是橫跨武藏野市東南部與三鷹市東北部的公園。總面積約380,000m2。
井之頭公園其中心為井之頭池（約43,000m2）。井之頭池為西北－東南方向延伸的細長水池，西北方分為兩端，東南方連結以井之頭池為源頭的神田川。另外，井之頭池西側是御殿山的雜木林，吉祥寺通對側則是東京都建設局的井之頭自然文化園。雜木林南側有流向東南方的玉川上水，其南邊是「西園」所在地。西園內有田徑場（競技場）與三鷹之森吉卜力美術館。玉川上水下游旁則是擁有小廣場的「東園」。
從行政區劃來看，井之頭公園的井之頭池、神田川、井之頭公園站、西園、東園皆屬三鷹市，而井之頭自然文化園與雜木林所在的御殿山則屬於武藏野市。
井之頭池北方500公尺左右是JR中央線吉祥寺站。吉祥寺站設有面向井之頭公園的公園口（南口），從車站到井之頭池之間的道路旁有許多以年輕人為客源的商店。東南方的神田川旁則有與其平行的京王井之頭線井之頭公園站。井之頭公園站至井之頭池之間有許多小型廣場與小道。

## 歷史
井之頭池以豐富的水源著稱。園內武藏野市側的御殿山遺跡已挖掘出繩文時代的豎穴式住居遺跡與舊石器時代石器、敷石住居等等。
井之頭池西端的島上有座井之頭辯財天（別當寺是天台宗大盛寺），傳聞最早是平安時代中期六孫王經基在此設堂安置最澄（傳教大師）作的辯財天女像，之後源平合戰的源賴朝在平定東國後改建。鎌倉時代末期的元弘之亂，新田義貞與北條泰家的對戰造成辯財天燒毀。在經歷數百年後，才由江戶幕府三代將軍德川家光重建辯財天。
井之頭的名稱一說是由家光所命名，傳聞他以小刀在辯財天旁的日本玉蘭木上刻下「井之頭」。現在該地立有石碑紀念此傳說。
另一說法是家光到此讚嘆「えんかしら、この水の美しさ」，之後轉變為「いのかしら」。
御殿山的地名是家光為了獵鷹來此時，選擇在能望見井之頭池的地點建造御殿。
大盛寺的《神田御上水井之頭辯財天略緣起》中記載家康曾親手取水，並誇讚是關東第一名水。
江戶時代，辯財天成為江戶市民的信仰之地與休閒場所。辯財天周邊可見當時商人與歌舞伎捐贈的石燈籠、宇賀神像等。另外過去還曾有石造鳥居，後因明治初年的神佛分離令而拆除，鳥居的柱石之後用在井之頭池與神田上水之間的水門上。雖然水門已不再使用，但現在水池東端還可見到水門的遺跡。
江戶時代井之頭池一帶的樹林被指定為幕府御用林，明治維新後由東京府收購。
- 1889年（明治22年） - 為宮內省（現在的宮內廳）御用林。
- 1913年（大正2年）12月 - 66,245坪的帝室御料地下賜給東京市（其中8,980坪做為井之頭學校〈現在的井之頭自然文化園〉用地）[4]。另外收購5,495.58坪、捐贈544坪、神社共用地896坪、池13,672坪[4]。
- 1917年（大正6年）5月1日 - 作為恩賜公園開放[5]。
- 1920年（大正10年） - 引用池水的游泳池、兒童池（丸池）竣工[4]。
- 1929年（昭和4年）7月 - 開設划船場[4]。
- 1933年（昭和8年）7月 - 原有的游泳池廢除，新設25公尺長的游泳池與兒童池[4]。
- 1934年（昭和9年）5月 - 小動物園開園[4]。
- 1935年（昭和10年）5月 - 新設中之島淡水魚生園（現在的水生物館）[4]。
- 1937年（昭和12年） - 篤志家捐贈御殿山南斜面的梅林[4]。
- 1942年（昭和17年）5月17日 - 井之頭自然文化園開園[4]。
- 1944年（昭和19年） - 第二次世界大戰因木材不足，砍伐池畔15,000顆杉木[4]。
- 1952年（昭和27年）11月 - 建立野口雨情歌謠碑[4]。
- 1953年（昭和28年）5月 - 重建池中央的橋，並命名為七井橋[4]。
- 1956年（昭和31年）11月3日 - 野外舞台完工[4]。
- 1973年（昭和48年）3月 - 收購西園地區[4]。
- 1974年（昭和49年）6月1日 - 西園付費設施多功能運動廣場、網球場開放[6]。
- 1993年（平成5年）3月30日 - 井之頭恩賜公園連絡橋完工[4]。
- 2013年（平成25年）5月1日 - 園內的親之井稻荷尊神社燒毀[7]。

## 景點

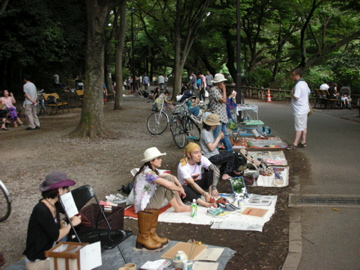
夏日午後的井之頭恩賜公園

園內的井之頭池設有划船場。南側玉川上水以南的「西園」內有三鷹之森吉卜力美術館。吉祥寺通（公園通）西側在內的園區西北部有井之頭自然文化園、動物園、北村西望雕刻館（收藏長崎市和平公園的平和祈念像原形）、日本庭園等。園外玉川上水附近還有三鷹市山本有三紀念館。
另外，公園附近有許多商店與餐廳。

## 主要活動
- 吉祥寺音樂祭（日语：吉祥寺音楽祭）、公園演唱會（每年4月）
- 吉祥寺ANIME WONDERLAND（日语：吉祥寺アニメワンダーランド）（每年10月）

## 交通方式

### 最近車站
- JR中央線、京王井之頭線吉祥寺站步行5分
- 京王井之頭線 井之頭公園站直通

## 外部連結
- 井之頭恩賜公園（页面存档备份，存于） - 東京都西部公園綠地事務所
- 公園介紹（页面存档备份，存于）
- 井之頭辯財天（页面存档备份，存于）